# Chinmayi
Chinmayi Sripada (Tamil: " சின்மயி ஸ்ரீபாதா "; nacida en Chennai, Tamil Nadu el 10 de septiembre de 1984) es una cantante de playback india, ha trabajado principalmente en la industria cinematográfica del Sur de la India. También es actriz de doblaje y ha trabajado como presentadora de televisión y como locutora de radio. Es fundadora de la CEO, una empresa de servicios de traducción llamada "Blue Elephant". Fue catalogada como una de las 25 mejores intérpretes femeninas de la India y fue presentada en 2013 por "Marie Claire", una lista importante de las personalidades más destacas del momento. Ha sido acreditada como "Chinmayee/Indai Haza". Fue nominada para el Premio Nacional de Cine como la Mejor Cantante Femenina de playback por su exitoso tema musical  "Oru Deivam thantha POOVE" de Kannathil Muthamittal. Se convirtió en una estrella nacional por su siguiente tema "Titli " - picturized de Deepika Padukone, de la película de 2013 titulado " Chennai Express". Fue además una de las primeras artistas del estado de Tamil Nadu en ser seleccionada para los Estados Unidos, del Departamento de Estado llamado "Fortune Global Mentoring Partnership". También ganó un premio de la SAARC de la cámara "Women Entrepreneurship", un consejo para el rendimiento de negocios.

## Películas
| Año  | Película                | Canción(s)                                    |
| ---- | ----------------------- | --------------------------------------------- |
| 2013 | Phata Poster Nikla Hero | Rang Sharbaton Ka                             |
| 2013 | Chennai Express         | Titli                                         |
| 2013 | Maryan                  | Naetru Aval                                   |
| 2013 | 555                     | Vizhiyile Vizhiyile                           |
| 2013 | Raanjhanaa              | Ay Sakhi                                      |
| 2013 | Ambikapathy             | Kanaave Kanaave                               |
| 2013 | Annakodi                | Aavarangaatukulla                             |
| 2012 | Godfather               | Nannede Sruthiyalli, Neene Ee Kanna Honganasu |
| 2012 | Breaking News           | Sundari Sura Sundari                          |
| 2012 | Kadal                   | Magudi Magudi                                 |
| 2012 | Kadali                  | Magidi Magidi                                 |
| 2012 | Hero (película de 2012) | Maayathe Ormayil                              |
| 2012 | Nanban                  | Asku Laska                                    |
| 2012 | Snehituda               | Asku Laska                                    |
| 2012 | Endukante..._Premanta!  | Yegiri Pove                                   |
| 2011 | Pilla Zamindar          | Oopiri aadadu                                 |
| 2011 | Vaagai Sooda Vaa        | Sara Sara                                     |
| 2011 | Engaeyum Eppothum       | Chotta Chotta                                 |
| 2010 | Ye Maaya Chesave        | Manasa                                        |
| 2010 | Vinnaithaandi Varuvaaya | Anbil Avan                                    |
| 2010 | Jhootha Hi Sahi         | Maiyya Yashoda                                |
| 2010 | Lamhaa                  | Madno, Sajnaa                                 |
| 2010 | Enthiran                | Kilimanjaro (Hindi, Telugu, Tamil)            |
| 2010 | Siddhu +2               | Poove Poove                                   |
| 2009 | Delhi-6                 | Dil Gira Dafatan                              |
| 2009 | Aadhavan                | Vaarayo Vaarayo (Tamil), Mrogindi (Telugu)    |
| 2009 | Pokkisham               | Nila Ne Vaanam                                |
| 2009 | Vennila Kabadi Kuzhu    | Laesa Parakkudhu                              |
| 2008 | Sakkarakatti            | Chinnamma, I Miss You Da                      |
| 2008 | Poo                     | Aavaram Poo                                   |
| 2007 | Guru                    | Tere Bina, Mayya (Hindi, Telugu, Tamil)       |
| 2007 | Sivaji                  | Sahana (Hindi, Telugu, Tamil)                 |
| 2006 | Veyil                   | Kaadhal Neruppin                              |
| 2005 | Mangal Pandey           | Holi re                                       |
| 2003 | Enakku 20 Unakku 18     | Sandhippoma                                   |
| 2003 | Kangalal Kaidhu Sei     | Ennuyir Thozhi                                |
| 2002 | Kannathil Muthamittal   | Kannathil Muthamittal - 2 versions            |
| 2002 | Amrutha                 | Ye Devi Varamu - 2 versions                   |

## Como actriz de doblaje
| Año  | Película                                          | Para quien           |
| ---- | ------------------------------------------------- | -------------------- |
| 2006 | Sillunu Oru Kadhal                                | Bhumika Chawla       |
| 2007 | Unnale Unnale                                     | Tanisha              |
| 2007 | Satham Podathey                                   | Padmapriya           |
| 2008 | Jayamkondaan                                      | Lekha Washington     |
| 2008 | Dhaam Dhoom                                       | Kangana Ranaut       |
| 2008 | Sakkarakatti                                      | Vedhika Kumar        |
| 2008 | Vaaranam Aayiram / Surya S/O Krishnan (Telugu)    | Sameera Reddy        |
| 2009 | TN-07 AL 4777                                     | Meenakshi            |
| 2009 | Yavarum Nalam                                     | Neetu Chandra        |
| 2009 | Modhi Vilayadu                                    | Kajal Aggarwal       |
| 2009 | Kandein Kadhalai / Priya Priyatama (Telugu; 2011) | Tamannaah Bhatia     |
| 2010 | Aasal                                             | Sameera Reddy        |
| 2010 | Rakta Charitra                                    | Radhika Apte         |
| 2010 | Theeradha Vilaiyattu Pillai / Khilladi (Telugu)   | Neetu Chandra        |
| 2010 | Vinnaithaandi Varuvaayaa                          | Trisha Krishnan      |
| 2010 | Ye Maaya Chesave                                  | Samantha Ruth Prabhu |
| 2010 | Sura                                              | Tamannaah Bhatia     |
| 2010 | Manmadha Baanam (Telugu)                          | Trisha Krishnan      |
| 2011 | Ko / Rangam (Telugu)                              | Karthika Nair        |
| 2011 | Nadunissi Naaygal / Erra Gulabilu (Telugu)        | Sameera Reddy        |
| 2011 | Vanthaan Vendraan                                 | Taapsee Pannu        |
| 2011 | Dhada                                             | Kajal Agarwal        |
| 2011 | Dookudu                                           | Samantha Ruth Prabhu |
| 2011 | Vedi                                              | Sameera Reddy        |
| 2011 | Osthe                                             | Richa Gangopadhyay   |
| 2012 | Vettai                                            | Sameera Reddy        |
| 2012 | Ekk Deewana Tha                                   | Amy Jackson          |
| 2012 | Sri Rama Rajyam (Tamil)                           | Nayantara            |
| 2012 | Muppozhudhum Un Karpanaigal                       | Amala Paul           |
| 2012 | Eega                                              | Samantha Ruth Prabhu |
| 2012 | Naan Ee                                           | Samantha Ruth Prabhu |
| 2012 | Andala Rakshasi                                   | Lavanya Tripathi     |
| 2012 | Yeto Vellipoyindhi Manasu                         | Samantha Ruth Prabhu |
| 2013 | Seethamma Vakitlo Sirimalle Chettu                | Samantha Ruth Prabhu |
| 2013 | Atharintiki Daaredi                               | Samantha Ruth Prabhu |
| 2013 | Ramayya Vasthavayya                               | Samantha Ruth Prabhu |